# Diarmuid Noyes
Diarmuid Noyes (Dublin, 14 januari 1988) is een Iers acteur. Hij is wellicht het bekendst voor zijn rol in de Amerikaanse film Roadkill uit 2011 en de Ierse korte film Broken Things uit 2002.

## Filmografie

### Televisie
- Borgia (2011) - Alessandro Farnese
- Single-Handed (2010) - Ruairi
- Pure Mule: The Last Weekend (2009) - Dean
- The Tudors (2009) - Charlie Raw
- Prosperity (2007) - Dean

### Films
- Honeymoon for One (2011) - Mark
- Downriver (2011) - Eric
- Roadkill (2011) - Chuck
- Killing Bono (2011) - Plugger
- Parked (2010) - Cathals broer
- Savage (2009) - Aanvaller 2
- Five Minutes of Heaven (2009) - Andy
- Situations Vacant (2008) - Dave
- Broken Things (2002) - Joey